# Rätskiva

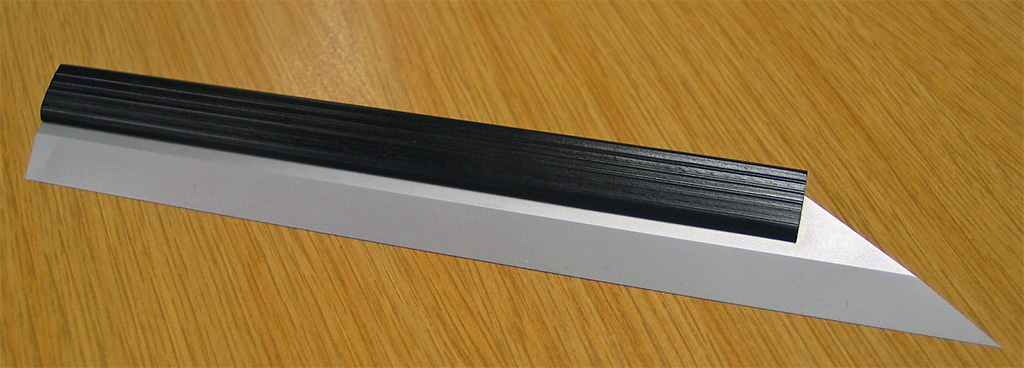
Rätskiva

En rätskiva, rätbräde eller rätskena är ett mätverktyg i form av en linjal utan krav på måttgradering. 

## Grundkrav och typisk utformning
Två grundkrav på en rätskiva är att den ska ha minst en sida som kan anses vara helt rak, samt att den ska vara formstabil vid olika temperaturer och fukthalter. 
De flesta rätskivor har rektangulär kropp, med ett tvärsnitt exempelvis 15 x 100 mm samt med längd upp till 5 meter. Förr tillverkades rätskivor i hårda träslag, numera tillverkas de vanligen i form av aluminiumprofiler med eller utan libell.

## Mätdon och ritverktyg
Inom byggbranschen används rätskivor i många sammanhang för att kontrollera olika byggdetaljers raka ytor, eller för att rita ut raka linjer. 

## Arbetsredskap
Vissa typer av rätskivor används för att breda ut löst material så att det blir jämnt.